# The Chronicles of Riddick
The Chronicles of Riddick er en amerikansk science fiction film fra 2004 instrueret og skrevet af David Twohy og produceret af Vin Diesel der spiller hovedrollen som Riddick i denne efterfølger til Pitch Black.

## Medvirkende
| Skuespiller           | Rolle              |
| --------------------- | ------------------ |
| Vin Diesel            | Richard B. Riddick |
| Colm Feore            | Lord Marshal       |
| Thandie Newton        | Dame Vaako         |
| Judi Dench            | Aereon             |
| Karl Urban            | Vaako              |
| Alexa Davalos         | Jack / Kyra        |
| Linus Roache          | Purifier           |
| Yorick van Wageningen | The Guv            |
| Nick Chinlund         | Toombs             |
| Keith David           | Imam               |
| Christina Cox         | Eve Logan          |

## Ekstern henvisning
- The Chronicles of Riddick på Internet Movie Database (engelsk)
- The Chronicles of Riddick på Filmdatabasen
- The Chronicles of Riddick på Scope
- The Chronicles of Riddick i Svensk Filmdatabas (svensk)
- The Chronicles of Riddick på AlloCiné (fransk)
- The Chronicles of Riddick på MovieMeter (nederlandsk)
- The Chronicles of Riddick på AllMovie (engelsk)
- The Chronicles of Riddick hos American Film Institute (engelsk)
- The Chronicles of Riddick på Turner Classic Movies (engelsk)
- The Chronicles of Riddick på The Movie Database (engelsk)